# Київхліб
ПАТ Київхліб — хлібопекарське підприємство, київський виробник хліба, хлібобулочних та кондитерських виробів, створений на базі державного підприємства «Київхліб» у 1996 році. Одне з найбільших хлібопекарських підприємств України, до складу якого входять 17 хлібопекарських підприємств (дев'ять у Києві та вісім — у Київській області), ремонтно-монтажний комбінат, інформаційно-обчислювальний і навчальний центри та контора матеріально-технічного постачання «Київхлібпостач». Належить Alviva Group

## Виробництво
До складу Київхліб входять 7 виробничих майданчиків у Києві, Київській та Полтавській областях:
- ТОВ «Київський пекарний дім»[3];
- ТОВ «Столичний пекарний дім»[4];
- ТОВ «Український пекарний дім»[5];
- ТОВ «Київ Хліб»[6];
- ТОВ «Алвіва Банс»[7];
- ТОВ «Кременчук Хліб»[8];
- ТОВ «Полтава Хліб»[9].

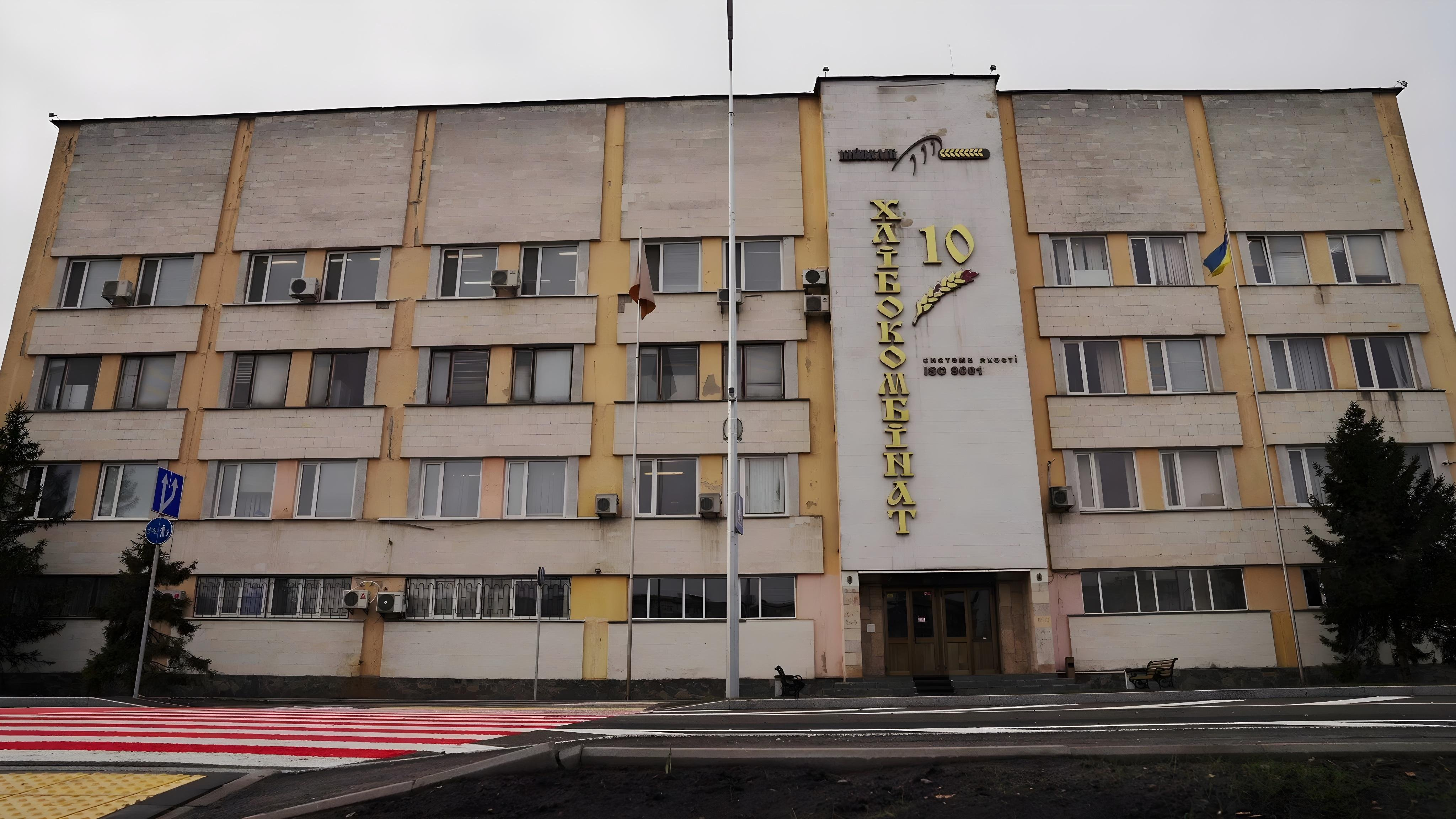
Компанія Київхліб: ТОВ «Столичний пекарний дім»

Підприємства входять до Alviva Group.

## Власники
Кінцевим бенефіціаром підприємств станом на 2024 рік є Вячеслав Супруненко.